# Жеротин (Лоуни)
Жеротин (чеш. Žerotín) је насељено мјесто са административним статусом сеоске општине (чеш. obec) у округу Лоуни, у Устечком крају, Чешка Република.

## Становништво
Према подацима о броју становника из 2014. године насеље је имало 194 становника.